# Шмитт, Харрисон
Харрисон Хэйган «Джек» Шмитт (англ. Harrison Hagan «Jack» Schmitt; род. 3 июля 1935) — астронавт США в отставке, сенатор-республиканец от штата Нью-Мексико с 3 января 1977 года по 3 января 1983 года, геолог. Один из 12 человек, побывавших на Луне, включён в Зал славы астронавтов.

## Биография
Родился в Санта-Рите, штат Нью-Мексико, ныне покинутом городке. Вырос в соседнем городе Силвер-Сити. В 1953 году закончил Western High School. В 1957 году закончил Калифорнийский технологический институт со степенью бакалавра наук по геологии, затем в течение года изучал геологию в Университете Осло. В 1964 году получил степень доктора философии по геологии в Гарвардском университете, на основе его полевых геологических исследований в Норвегии.

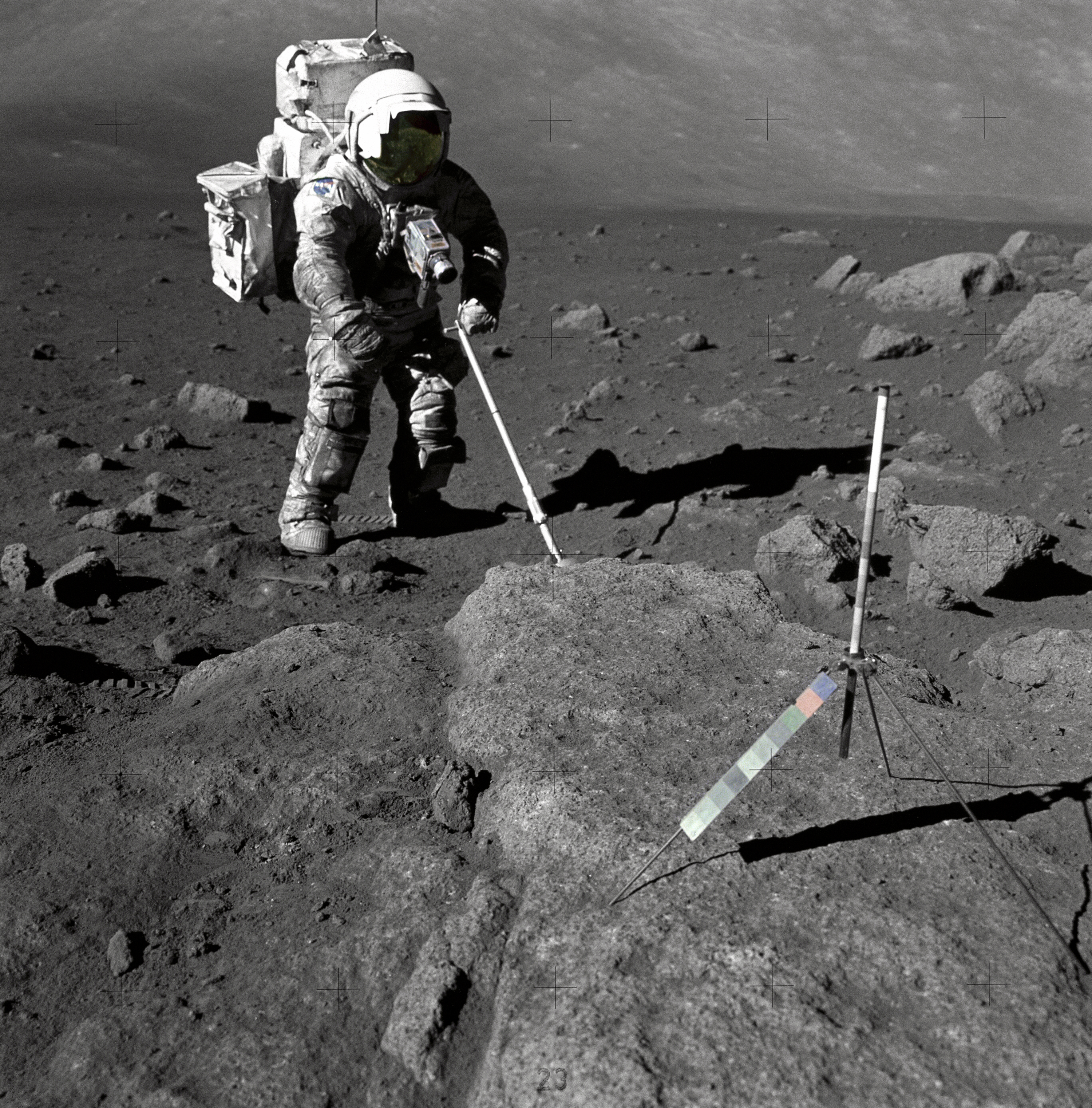
Х. Шмитт на Луне, 1972

На подписании заявления по изучению Луны, 2017

До присоединения к НАСА в качестве члена первой группы учёных-астронавтов в июне 1965 года, он работал в Центре американской геологической службы астрогеологии (англ. U.S. Geological Survey's Astrogeology Center) в городе Флагстафф, Аризона, разработке полевых геологических методов, которые будут использоваться экипажами «Аполлонов». После этого, Шмитт провёл свой первый год в лётной школе по подготовке пилотов реактивных самолётов при ВВС. По возвращении в отряд астронавтов в Хьюстоне, он сыграл ключевую роль в подготовке экипажей «Аполлонов» для наблюдения и проведения геологических работ на лунной орбите и поверхности. После каждой миссии, он участвовал в осмотре и оценке привезённых лунных образцов, и помогал экипажам с научными аспектами по их отчетам о полётах.
Шмитт потратил много времени, чтобы стать специалистом в управлении командным и лунным модулями. В марте 1970 года он стал первым из учёных-астронавтов, который был выбран для космического полета.
Был в составе экспедиции «Аполлон-17», шестой высадке людей на Луну. Общая длительность пребывания лунного модуля на поверхности Луны — 75 часов 1 мин.
В 1973 году Шмитт был награждён медалью НАСА «За выдающиеся заслуги».
До 30 августа 1975 года работал в НАСА помощником директора по научно-исследовательским работам.
В программе Аполлон, единственный летавший астронавт — не лётчик по профессии. Во время экспедиции «Аполлон-17» он вышел из лунного модуля после командира, Юджина Сернана. Но перед отправлением Юджин Сернан вернулся в лунный модуль после Шмитта, став последним на сегодня человеком, стоявшим на Луне.
Закончив свою политическую карьеру, Шмитт стал известен благодаря своим спорным заявлениям, входящим в противоречие с научным консенсусом по вопросу антропогенного характера глобального потепления. Шмитт называл борьбу с климатическими изменениями «троянским конём национал-социализма», а движения по защите окружающей среды — инспирированными «врагами свободы, включая советский коммунизм».